# Fair Warning
| 평가 점수                          | 평가 점수 |
| 출처                               | 점수      |
| ---------------------------------- | --------- |
| AllMusic                           | [ 2 ]     |
| Christgau's Record Guide: The '80s | B−        |
| Record Mirror                      | [ 4 ]     |
| The Rolling Stone Album Guide      | [ 5 ]     |

《Fair Warning》은 미국의 록 밴드 반 헤일런의 네 번째 스튜디오 음반으로, 1981년 4월 29일, 워너 브라더스 레코드를 통해 발매되었다. 이 음반은 빌보드 200 차트에서 5위를 기록했으나, 싱글 〈So This Is Love?〉는 빌보드 핫 100에 진입하지 못하고 버블링 언더 차트에서 110위를 기록했다. 《Fair Warning》은 미국 내에서 200만 장 이상 판매되었지만, 데이비드 리 로스 재임기 중 가장 판매 속도가 느린 음반으로 남았다. 상업적으로는 기대에 못 미쳤음에도, 이 음반은 비평가들로부터 대체로 긍정적인 평가를 받았다. 《에스콰이어》는 이 음반을 "모든 남자가 소장해야 할 음반 75장" 중 하나로 선정했다.

## 커버 아트
이 음반의 커버 아트는 캐나다 화가 윌리엄 쿠렐렉의 작품 《The Maze》에서 일부를 다르게 구성한 세부 장면들을 가져온 것으로, 그의 고통스러운 청소년기를 묘사한 그림이다.
커버 외에도, 흑백으로 촬영된 밴드 멤버들의 초상 사진이 수록되어 있으며, 깨진 창문이 있는 외벽을 배경으로 음반의 첫 곡 〈Mean Street〉의 가사가 손글씨 그래피티 형태로 적힌 또 다른 흑백 사진도 함께 실려 있다. 이 두 번째 사진은 유명 록 사진가 닐 즈로조워가 촬영한 것이다.

## 곡 목록
모든 곡들은 에디 반 헤일런, 알렉스 반 헤일런, 마이클 앤서니 그리고  데이비드 리 로스에 의해 작사/작곡하였다.
| #  | 제목                    | 재생 시간 |
| -- | ----------------------- | --------- |
| 1. | 〈Mean Street〉         | 4:58      |
| 2. | 〈Dirty Movies〉        | 4:08      |
| 3. | 〈Sinner's Swing!〉     | 3:09      |
| 4. | 〈Hear About It Later〉 | 4:35      |

| #  | 제목                                    | 재생 시간 |
| -- | --------------------------------------- | --------- |
| 5. | 〈Unchained〉                           | 3:29      |
| 6. | 〈Push Comes to Shove〉                 | 3:49      |
| 7. | 〈So This Is Love?〉                    | 3:06      |
| 8. | 〈Sunday Afternoon in the Park〉 (기악) | 1:59      |
| 9. | 〈One Foot Out the Door〉               | 1:58      |

## 인증
| 국가                       | 인증        | 판매량/출하량 |
| -------------------------- | ----------- | ------------- |
| 캐나다 (뮤직 캐나다)       | 플래티넘    | 100,000^      |
| 미국 (RIAA)                | 2× 플래티넘 | 2,000,000^    |
| ^출하량을 기반으로 한 인증 |             |               |